# DomainKeys
DomainKeys — система e-mail-аутентифікації, розроблена для перевірки DNS домену відправника e-mail-повідомлення і достовірності повідомлення.
Специфікація DomainKeys успадковує аспекти Identified Internet Mail для створення розширеного протоколу, називається DomainKeys Identified Mail (DKIM).
Ці об'єднані специфікації служили основою для робочої групи IETF, при розробці інтернет-стандарту.
Стандарт DKIM випущений в травні 2007 року. Чернетка DomainKeys також випущена в той самий час, зі статусом «historical».